# 山城峁遗址
山城峁遗址，位于山西省太原市娄烦县娄烦镇旧娄烦村，是中华人民共和国山西省文物保护单位之一。
2004年6月10日，授予山西省文物保护单位，是一座古遗址。